# 영일 정씨 판결사공파·승지공파 동춘 묘역
영일정씨 판결사공파‧승지공파 동춘묘역(迎日鄭氏 判決事公派·承旨公派 東春墓域)은 인천광역시 연수구 동춘동에 있는 15세기의 무덤이다. 2020년 3월 2일 인천광역시의 기념물 제68호로 지정되었다.

## 개요
인천광역시 연수구 동춘동의 영일정씨의 판결사공·승지공파의 유래는 지금으로부터 4백여 년 전인 1607년(선조 40)에 승지공(承旨公) 정여온(鄭如溫. 1570~1632)이 부친 정제(鄭濟. 1540~1607)의 묘소를 연수구 청량산 밑[일명 능어리(陵御里)]에 모신 후부터라고 전해 온다. 이후 후손들이 청량산 동쪽(먼우금) 지역과 봉재산 기슭(동막, 척전마을) 일대에 집성촌을 이루면서 지금에 이르게 되었다. 10대(代) 4백여 년 이상 인천에서 가계를 이어온 대표적 종중(宗中)이다.
인천부읍지(仁川府邑誌)(1842년, 1871년, 1899년 간행)의 총묘(塚墓: 무덤) 조항에 등재된 영일정씨는 강원감사 정시성(鄭始成. 1608~1678), 판돈녕부사 정수기(鄭壽期. 1664~1752), 우의정 정우량(鄭羽良. 1692~1754), 좌의정 정휘량(鄭翬良. 1706~1762), 참판 정원달(鄭遠達. 1735~1805) 등이다. 또한 인물 조항에는 효자 정려(旌閭: 충신, 효자, 열녀 등을 기리기 위해 그 동네에 정문을 세워 표창하는 일)가 내려진 정세빈(鄭世賓)이 등재되어 있다. 이 외에도 제주목사를 지낸 정석빈(鄭碩賓), 영조의 사위였던 정치달(鄭致達: 정우량의 아들) 등도 영일정씨 가문을 인천의 명문세족으로 자리 잡게 한 주요 인물들이다.
묘역 내에는 17기의 묘소(일부 묘소 제외)와 묘비, 문인석(文人石: 무덤 앞에 문관 형상으로 만들어진 돌), 석양(石羊: 죽은 이를 보호하기 위해 세운 돌짐승), 망주석(望柱石: 무덤 앞의 양옆에 하나씩 세우는 돌로 만든 기둥), 상석(床石: 무덤의 봉분 앞에 설치해 놓은 석물. 일명 상돌) 등 석물(石物) 66점이 보존되어 있다. 이들 석물은 조선 중기~후기 미술사의 흐름을 엿볼 수 있다. 뿐만 아니라 조선시대 묘제 양식의 기본 상식을 알 수 있고, 당시의 문화와 생활의 한 부분을 엿 볼 수 있어 문화재적 가치가 지대하다.

## 지정 사유
영일 정씨는 1607년 정제의 묘소를 조성한 후 400여 년 동안 인천에서 세거한 사대부 가문으로 영일 정씨 가문의 역사를 통하여 조선 중·후기 역사의 흐름을 알게 해 준다.
묘비석을 비롯한 석물 66점을 통하여 복두공복에서 금관조복으로 변화하는 문인석 등으로 조선 후기 미술사의 변화를 연구할 수 있으며, 중종 소유의 교지, 화회문기, 완문, 소지 등 고문서를 이용하여 조선의 정치와 사회 경제 상황 등을 살필 수 있다.
현재 묘역의 관리가 잘 이루어지고 있으나 등산로 옆인 관계로 접근이 쉬워 훼손의 우려가 있고, 근래에 들어 능묘조각과 함께 능 앞을 지키고 있는 석수, 향로석, 장명등, 혼유석과 같은 석물들도 도난 되는 사례가 급증하고 있어, 문화재로 지정하여 도난방지와 함께 역사적‧ 문화적으로 보존할 필요가 있다.

## 참고 문헌
- 영일 정씨 판결사공파·승지공파 동춘 묘역 - 국가유산청 국가유산포털